# Neolamprologus walteri
Neolamprologus walteri är en fiskart som beskrevs av Piet Verburg och Bills 2007. Neolamprologus walteri ingår i släktet Neolamprologus och familjen Cichlidae. Inga underarter finns listade i Catalogue of Life.